# Athetis carayoni
Athetis carayoni là một loài bướm đêm trong họ Noctuidae.